# Massengräber in Vrhnika

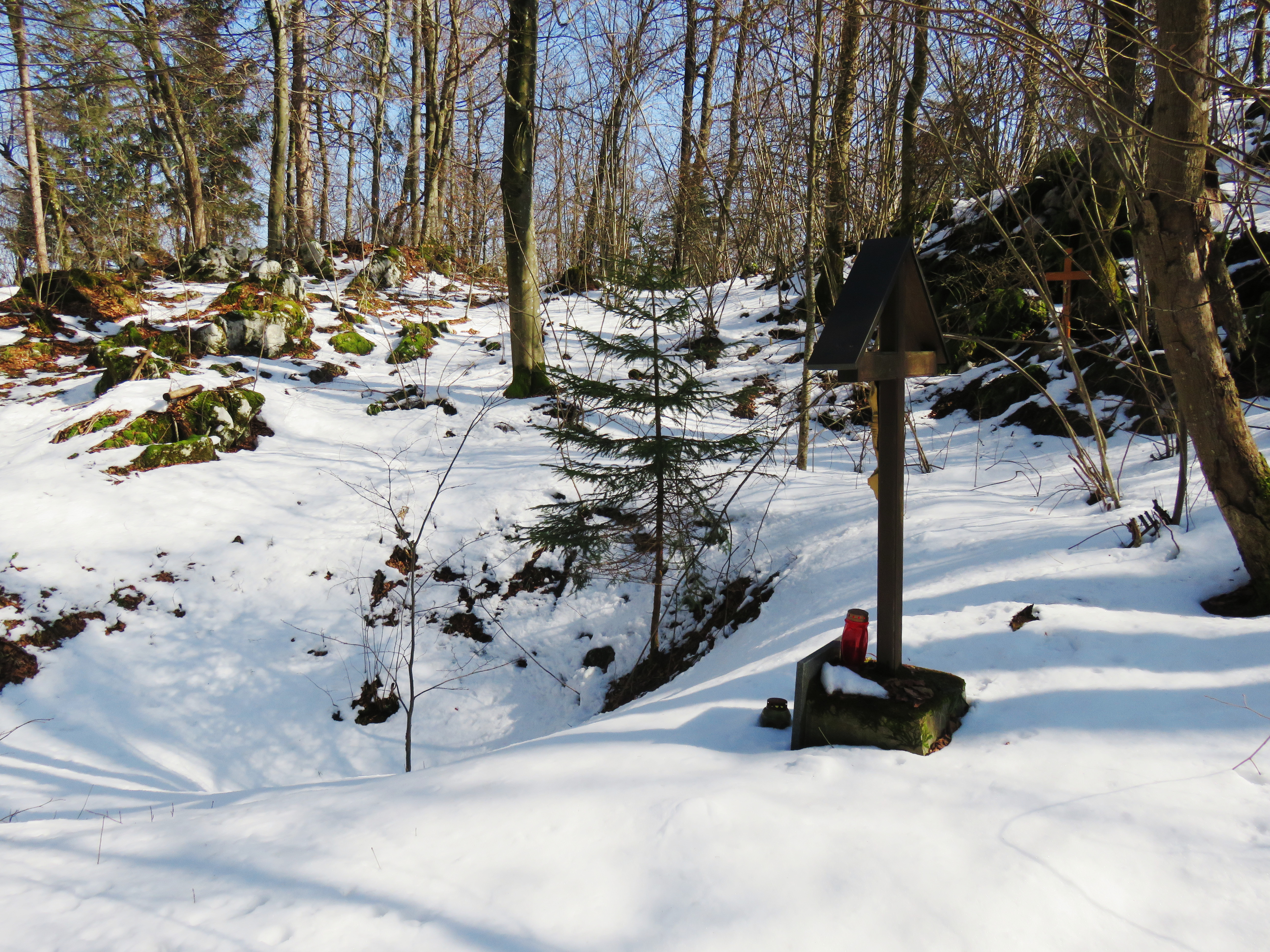
Massengrab in Strmica

Auf dem Gebiet der Gemeinde Vrhnika in Slowenien wurden bisher (Stand 1/2024) insgesamt drei Massengräber aus der Zeit des Zweiten Weltkriegs gefunden.

## Vrhnika
In der Stadt Vrhnika wurde ein Massengrab aus der Zeit unmittelbar nach dem Zweiten Weltkrieg gefunden.
- Das Massengrab im Pikec-Tal (Grobišče pri Pikčevi dolini) befindet sich am Fuße eines Erdlochs südwestlich der Stadt auf dem Sveč-Hügel. Es enthält die Überreste von sechs deutschen Kriegsgefangenen, die im Mai 1945 ermordet wurden.[1]

## Pokojišče
In Pokojišče wurde ein Massengrab aus der Zeit des Zweiten Weltkriegs gefunden.
- Das Massengrab im Cukal-Schachts (Grobišče Cukalovo brezno) liegt etwa 2 Kilometer westlich des Dorfes. Es enthält die Überreste unbestimmter Opfer. Höhlenforscher fanden in der Höhle einen menschlichen Schädel.[2]

## Strmica
In Strmica befindet sich ein Massengrab aus der Zeit unmittelbar nach dem Zweiten Weltkrieg.
- Das Massengrab von Strmica (Grobišče pod Strmico), auch als Massengrab im Zakovšek-Wald unterhalb von Strmica (Grobišče v Zakovškem gozdu pod Strmco) bekannt, liegt südwestlich der Siedlung an einem verlassenen Kalkofen am Südosthang des Strmica-Hügels. Das Grab enthielt die Überreste von 12 jungen Männern aus Logatec oder Rovte, die am 21. Juni 1945 ermordet wurden. Die Überreste wurden 1991 exhumiert und in das Institut für Gerichtsmedizin in Ljubljana gebracht.[3][4]